# Strachocin (województwo dolnośląskie)

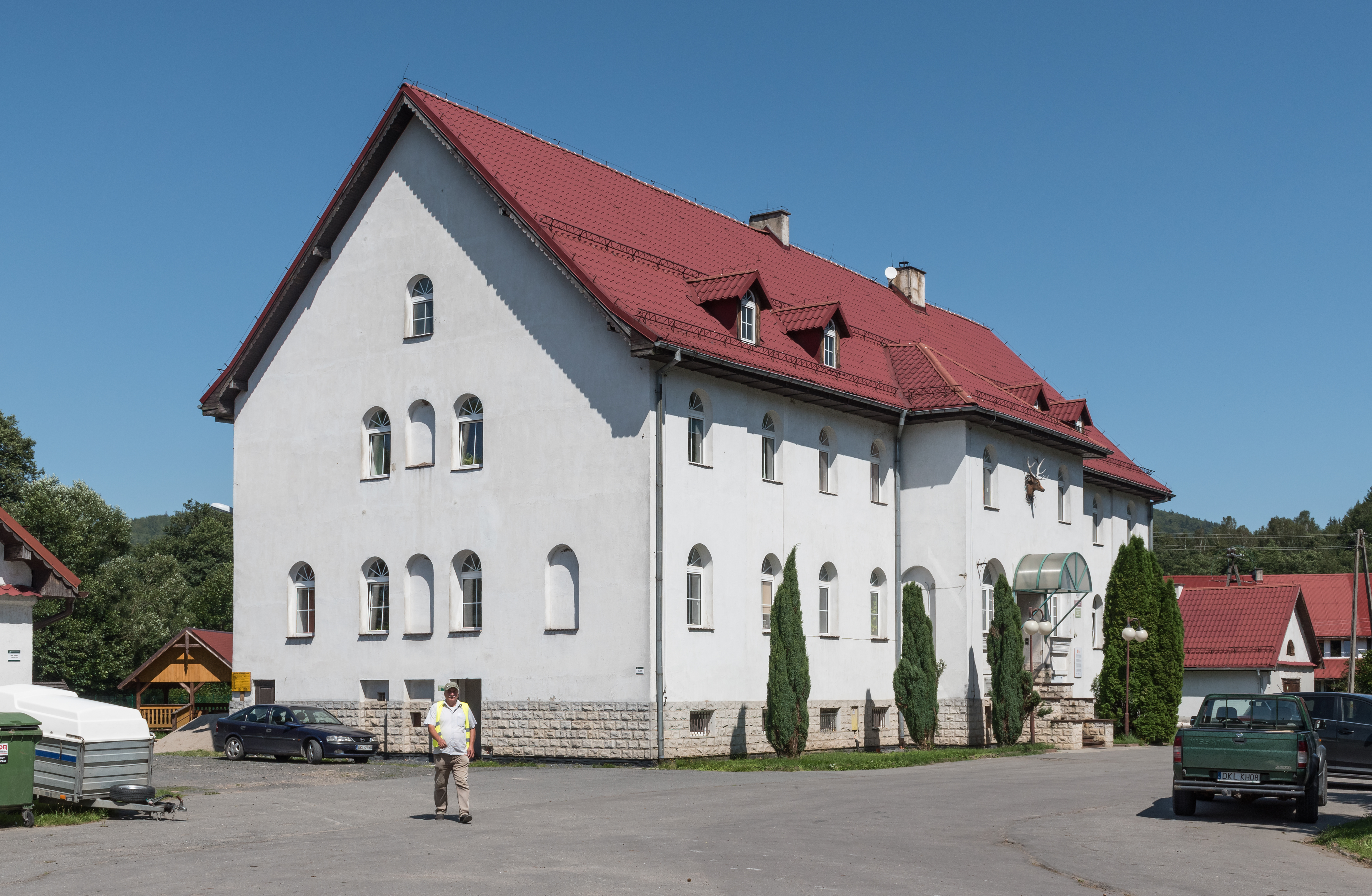
Budynek nadleśnictwa w Strachocinie

Strachocin (niem. Schreckendorf) – wieś w Polsce położona w województwie dolnośląskim, w powiecie kłodzkim, w gminie Stronie Śląskie.
Siedziba Nadleśnictwa Lądek Zdrój.

## Położenie
Strachocin to wieś łańcuchowa leżąca nad Białą Lądecką, w Obniżeniu Lądka i Stronia, pomiędzy Krowiarkami a Górami Złotymi, na wysokości około 460–500 m n.p.m.

## Podział administracyjny
W latach 1975–1998 miejscowość położona była w województwie wałbrzyskim.

## Historia
Pierwsze wzmianki o Strachocinie pochodzą z 1264 roku, kiedy to wchodził on w skład dóbr karpieńskich, należących do rodu Glaubitzów. Po wygaśnięciu tego rodu wieś przeszła na własność grafów morawskich. W drugiej połowie XV i na początku XVI wieku w okolicy nastąpił rozwój górnictwa i hutnictwa żelaza. W 1684 roku Strachocin został kupiony przez hrabiego Michała Wenzela von Althanna i wraz z innymi dobrami ziemskimi został włączony w skład klucza strońskiego. W 1840 roku było tu 98 domów, w tym: kościół, szkoła katolicka, 2 młyny wodne, 2 gorzelnie, olejarnia, tartak i wapiennik. W 1864 roku we wsi wybudowano hutę szkła "Oranienhűtte" (obecnie Huta Szkła Kryształowego „Violetta”). W 1897 roku w Strachocinie wybudowano stację kolejową, a południową część wsi z kościołem, hutą i stacją przyłączono do Stronia Śląskiego.

## Demografia
Według Narodowego Spisu Powszechnego (III 2011 r.) Strachocin liczył 341 mieszkańców. Jest to największa miejscowość gminy Stronie Śląskie.